# Tantrix
Tantrix è un gioco astratto ideato da Mike McManaway. Discende direttamente da "the Mind Game", del 1988 dello stesso autore.

## Componentistica
Il gioco si compone di un sacchetto e 56 tessere esagonali, su ognuna delle quali sono riportate tre linee di colori diversi (rosso, giallo, verde o blu) che congiungono ognuna due lati. Le tessere possono essere interconnesse fra loro creando delle linee continue colorate. Le tessere rappresentano tutte le possibili combinazioni dei tre colori, ad eccezione di quelle formate da tre linee rette (presenti nella I edizione del 1996, eliminate dalla seconda per la scarsa "piazzabilità").

## Svolgimento del gioco
Il gioco inizia mettendo una tessera pescata a caso sul tavolo, e distribuendo ad ogni giocatore 6 tessere, scoperte. Ogni giocatore sceglie un colore.
Il turno di ogni giocatore si articola in tre fasi:
- Azioni obbligatorie
- Azione facoltativa
- Azioni obbligatorie

### Azioni obbligatorie
Se un giocatore può piazzare una tessera in suo possesso in uno spazio libero circondato da tre tessere, allora è obbligato a farlo. Se ha più di una possibilità in tal senso, allora può sceglie per quale optare (anche eventualmente precludendo una o più delle altre). dopo ogni tessera giocata, il giocatore ne pesca una dal sacchetto.

### Azione facoltativa
Terminate le azioni obbligatorie, il giocatore può piazzare una tessera adiacente ad altre, rispettando alcuni vincoli. Se l'azione "libera" altre azioni obbligatorie, questa vanno eseguite.

### Fine gioco
Quando tutte le tessere sono state estratte e non è più possibile aggiungerne, il gioco termina. Chi è riuscito a comporre la linea continua più lunga del proprio colore è il vincitore (una linea chiusa conta per il doppio della propria lunghezza).

## Espansioni
Nel tempo sono uscite diverse varianti ed espansioni del gioco, che cambiano il "taglio" di Tantrix, dal puzzle solitario al party game:
- Tantrix Gobble
- Tantrix Discovery
- Tantrix Xtreme
- Tantrix Match
- Tantrix Solitaire

## Opere derivate
Esiste una versione di Tantrix per iOS e per Android.

## Riconoscimenti
Tantrix e le sue espansioni hanno vinto diversi premi minori, quali il Toy of the Year award 2003 o l'Australia puzzle of the Year.